# Bourré
Bourré este o comună istorică situată în sudul departamentului Loir-et-Cher (regiunea Centre-Val de Loire), retrogradată la statutul de comună delegată din 2016, odată cu fuziunea administrativă cu comuna învecinată Montrichard pentru a forma comuna nouă Montrichard Val de Cher.

## Geografie

### Localizare
Micul sat Bourré este situat pe malurile râului Cher, la 4 km est de Montrichard.
Este renumit pentru rețeaua sa de cariere de piatră de construcție, care se întinde pe mai mult de 400 de kilometri, de unde a fost extras tuful, inclusiv celebra „piatră de Bourré”, cunoscută pentru proprietatea sa de a se albi și întări odată cu trecerea timpului. Aceasta a fost folosită pentru construcția castelelor de pe Valea Loarei (inclusiv castelul Cheverny, castelul Chenonceau, catedrala din Tours) și a numeroase case locale.

## Toponimie
Conform ghidului Petit Futé Châteaux de la Loire, numele Bourré „ar proveni din termenul galic burrus (roșcat), împodobit cu sufixul -acum (domeniu)”.
Satul a purtat denumirile latine Bourreus și Bonus rex. În anul 1290 este atestată denumirea „Bourrei”.

## Istorie
Înainte de 1792, Bourré făcea parte din provincia Touraine. Începând cu această dată, a devenit o comună aparținând cantonului Montrichard și arondismentului Blois.
Bourré a fost, timp de mulți ani, un important centru pentru cultura ciupercii de Paris, introdusă la începutul secolului pentru a valorifica rețeaua de galerii subterane. În prezent, mai există doar o singură peșteră deschisă vizitatorilor, care prezintă atât istoria culturii ciupercilor, cât și descoperirea unui oraș subteran sculptat direct în tuf.
În 2016, Bourré a fuzionat cu comuna învecinată Montrichard pentru a forma comuna nouă Montrichard Val de Cher.

## Populația și societatea

### Date demografice
Evoluția numărului de locuitori este cunoscută prin recensămintele populației efectuate în comună începând din 1793. Pentru comunele cu mai puțin de 10 000 de locuitori, un recensământ al întregii populații este realizat la fiecare cinci ani, populațiile legale pentru anii intermediari fiind estimate prin interpolare sau extrapolare.
În 2013, comuna număra 676 locuitori, în scădere cu -10,11 % față de 2008 (Loir-et-Cher: +1,74 %, Franța fără Mayotte: +2,49 %).
| An        | 1793 | 1821 | 1841 | 1851 | 1876  | 1886  | 1901  | 1921  | 1936 | 1962  | 1982 | 2008 | 2013 |
| --------- | ---- | ---- | ---- | ---- | ----- | ----- | ----- | ----- | ---- | ----- | ---- | ---- | ---- |
| Populație | 600  | 607  | 695  | 770  | 1 197 | 1 163 | 1 092 | 1 002 | 994  | 1 025 | 972  | 752  | 676  |

## Cultură locală și patrimoniu

### Locuri și monumente
- Biserica Saint-Germain – Monument istoric (inscris în 1971, corul)[13].
- Manoir des Roches – Monument istoric (inscris în 1971, fațada și acoperișul)[14].
- Les Roches – Peșteri utilizate pentru cultura ciupercilor.
- Locuințele trogloditice din Bourré.
- La Magnanerie – Ecomuzeu trogloditic, o parte fiind dedicată creșterii viermilor de mătase.

### Personalități
- Gilbert Cesbron (1913-1979), scriitor francez, este înmormântat în cimitirul din Bourré.